# Яковлівські соснові насадження
Яковлівські соснові насадження — ландшафтний заказник місцевого значення. Об'єкт розташований на території Краматорського району Донецької області, на території Староварварівської сільської ради.
Площа — 160,3 га, статус отриманий у 2018 році.
Ділянка з цінними насадженнями лісових культур сосни звичайної та сосни кримської 40-50 літнього віку. Рослинність представлена 106 видами.